# Saint-Georges-de-Rouelley
Saint-Georges-de-Rouelley is een gemeente in het Franse departement Manche (regio Normandië) en telt 518 inwoners (1999). De plaats maakt deel uit van het arrondissement Avranches.

## Geografie
De oppervlakte van Saint-Georges-de-Rouelley bedraagt 20,7 km², de bevolkingsdichtheid is 25,0 inwoners per km².
De onderstaande kaart toont de ligging van Saint-Georges-de-Rouelley met de belangrijkste infrastructuur en aangrenzende gemeenten.

## Demografie
Onderstaande figuur toont het verloop van het inwonertal (bron: INSEE-tellingen).

1. ↑  Populations de référence 2022.